# Mưa đá
Mưa đá là hiện tượng mưa dưới dạng hạt hoặc cục băng có hình dáng và kích thước khác nhau do đối lưu cực mạnh từ các đám mây dông gây ra. Kích thước có thể từ 5 mm đến hàng chục cm, thường cỡ khoảng một vài cm, có dạng hình cầu không cân đối. Những hạt mưa đá thường rơi xuống cùng với mưa rào. Mưa đá thường kết thúc rất nhanh chỉ trong vòng 5 -10 phút, lâu nhất cho cả một vệt mưa cũng chỉ 20 - 30 phút.
Mưa đá thường xảy ra ở vùng núi hay khu vực giáp biển, giáp núi (bán sơn địa), còn vùng đồng bằng ít xảy ra hơn. Vì vậy ở Việt Nam mưa đá có thể xảy ra ở khắp các vùng miền. và cả trong mùa hè. Riêng ở vùng núi phía bắc Việt Nam, từ tháng 1 đến tháng 5 hàng năm thường có mưa đá, nhiều nhất là từ tháng 3 đến tháng 5, mà nguyên nhân chủ yếu là các đợt Frông lạnh cực mạnh tràn về nhanh.

## Nguyên nhân
Nguyên nhân dẫn đến hiện tượng mưa đá này là do áp cao cận nhiệt đới lấn tây, đẩy lượng ẩm lớn từ biển về phía đất liền, trong khí áp cao cận nhiệt cũng tạo thời tiết nắng nhiều, nhiệt độ không khí cao. Với điều kiện nhiệt ẩm cao, không khí có sự bất ổn định lớn, xáo trộn rất mạnh, dòng không khí chuyển động đi lên đưa khối mây nóng ẩm lên rất cao, vượt qua tầng đối lưu. Càng lên cao nhiệt độ càng giảm, cho đến mức 0 độ C, hơi nước ngưng tụ thành thể lỏng và đóng băng, khi hạt đủ lớn, thắng được lực trọng trường rơi xuống đất thì gọi là mưa đá. 
Mưa đá hình thành trong các đám mây giông bão, đặc biệt là những đám mây có luồng khí mạnh, hàm lượng nước ở thể lỏng cao, phạm vi thẳng đứng lớn, các giọt nước lớn và nơi có phần lớn lớp mây ở dưới nhiệt độ đóng băng (0 °C; 32 °F)..Tốc độ phát triển của mưa đá bị ảnh hưởng bởi các yếu tố như độ cao, vùng đóng băng và độ đứt gió.

## Tác hại
Trong cơn dông mưa đá thường kèm theo gió rất mạnh, có khi là gió lốc kèm theo mưa đá, sức tàn phá hết sức khủng khiếp do gió mạnh và xoáy gây ra.
Ngoài gió rất mạnh ra thì bản thân những hòn mưa đá cũng có khi gây ra sập nhà, tàn phá cây cối, thậm chí gây chết người. Vì vậy mưa đá được xếp vào những hiện tượng thời tiết nguy hiểm.